# Echipa națională de rugby a Africii de Sud
Echipa națională de rugby a Africii de Sud, supranumită Springboks (în mod colocvial Boks sau Bokke), reprezintă Africa de Sud în meciurile internaționale de rugby, Africa de Sud fiind una dintre națiunile majore din rugby-ul internațional. Echipa națională a țării este administrată de Uniunea Sud-Africană de Rugby (South African Rugby Union). Springboks joacă în tricouri verzi și aurii cu pantaloni scurți albi, iar emblema lor este antilopul autohton springbok. Echipa reprezintă Africa de Sud în meciuri internaționale de rugby în XV (rugby union) din 30 iulie 1891, când au jucat primul lor meci împotriva unei echipe din Insulele Britanice care se aflau în turneu. Africa de Sud a obținut de trei ori titlul de campion la Cupa Mondială de Rugby, câștigând ediția din 1995, cea din 2007 și cea din 2019. Din 2 noiembrie 2019, Springboks este pe primul loc în clasamentul mondial World Rugby.
Deși Africa de Sud a avut un rol esențial în crearea campionatului Cupei Mondiale de Rugby, Springboks nu a concurat în primele două Cupe Mondiale din 1987 și 1991 datorită boicoturilor internaționale sportive împotriva Africii de Sud din cauza regimului de apartheid. După stabilirea statului democrat în Africa de Sud, echipa a debutat la Cupa Mondială din 1995, când Africa de Sud a găzduit turneul. Springboks a învins All Blacks cu scorul de 15–12 în finală, care este acum amintit ca fiind unul dintre cele mai mari momente din istoria sportului din Africa de Sud și un moment de răscruce în procesul de construire a națiunii post-apartheid. 
Africa de Sud și-a recâștigat titlul de campioană 12 ani mai târziu, când au învins Anglia cu scorul de 15–6 în finala Cupei Mondiale din 2007. În urma turneului din Cupa Mondială din 2007, Springboks a fost promovat pe primul loc în clasamentul mondial IRB, poziție pe care au deținut-o până în iulie anul următor, când Noua Zeelandă a recâștigat primul loc. Au fost premiați echipa mondială a anului 2008 la ceremonia de decernare Laureus World Sports Awards. 
Africa de Sud a câștigat apoial treilea titlu de campion la Cupa Mondială din 2019, învingând Anglia cu scorul de 32–12 în finală. Ca urmare a acestui fapt, echipa națională sud-africană de rugby a fost premiată echipa mondială a anului 2020 la ceremonia de decernare a premiilor Laureus World Sports Awards pentru a doua oară. Din 2 noiembrie 2019, Springboks este din nou pe primul loc în clasamentul mondial World Rugby.
Springboks participă anual împreună cu echipa națională de rugby a Australiei (Wallabie), echipa națională de rugby a Noii Zeelande și echipa națională de rugby a Argentinei (Pumas), la Campionatul de Rugby (numit anterior Turneul celor Trei Națiuni), principala competiție de rugby internațional din emisfera sudică. Din cele 24 ediții ale campionatului, Springboks a câștigat 4 ediții și, de asemenea, este singura echipă care a câștigat o ediție a campionatului și a Cupei Mondiale de Rugby în același an.